# Йозефстальский колонистский округ
48°31′54″ с. ш. 35°06′17″ в. д.
Йозефстальский колонистский округ — один из немецких колонистских округов, созданных в Российской империи в конце XVIII — начале XIX века в рамках политики привлечения иностранных поселенцев для освоения южных земель, преимущественно в Новороссии. Округ  располагался в нижнем течении реки Самары, северо-восточнее Екатеринослава. 

## История
Округ был создан в 1789 году и являлся частью Екатеринославского и Новомосковского уездов Екатеринославской губернии. Административным центром округа была колония Йозефсталь.
В 1886 году округ был упразднён, а на его территории была образована Йозефстальская волость в составе Новомосковского уезда.
Территория Йозефстальского колонистского округа составляла 6379 десятин (6969 км). В округе было 150 дворов и 72 безземельных семейства (1841 год). Работали 18 мельниц, 17 ткацких станков, 3 церкви и молитвенных дома, 4 школы (1841 год).
В 1861 году в округе была основана немецкая менонитская колония Биллервельд.

## Состав округа
В состав округа входили колонии:
| № | Название    | Немецкое название | Современное состояние                                                                                   | Год  |
| - | ----------- | ----------------- | --- | ---- |
| 1 | Йозефсталь  | Josefstal         | позже носила название Иосифовка (Юзефсталь, Йосиповка, Осиповка, Есиповка), упразднена в 1950-е годы    | 1789 |
| 2 | Кронсгартен | Kronsgarten       | позже носила название Половицы (Половица), ныне в составе города Подгородное                            | 1797 |
| 3 | Фишерсдорф  | Fishersdorf       | позже Рыбальское, после 1920-х годов переименована в Красноармейск, с 1957 года в составе города Игрень | 1789 |
| 4 | Ямбург      | Jamburg           | в 1946 году переименована в Днепровое                                                                   | 1793 |

## Население[1]
| № | Количество | Год  |
| - | ---------- | ---- |
| 1 | 1067       | 1818 |
| 2 | 1539       | 1834 |
| 4 | 1764       | 1841 |
| 5 | 2358       | 1859 |